# Rauhiella
Rauhiella  (лат.) — олиготипный род однодольных растений семейства Орхидные (Orchidaceae).
Род назван в честь немецкого ботаника Вернера Рау.

## Систематика
В настоящее время в состав рода включены три биологических вида:
- Rauhiella brasiliensis Pabst & Braga, 1978
- Rauhiella seehaweri (I.Bock) Toscano & Christenson, 2001
- Rauhiella silvana Toscano, 1993

Типовой вид — R. brasiliensis.

## Распространение, общая характеристика
Все три вида являются эндемиками Бразилии, произрастающими на востоке страны в атлантических лесах штатов Баия и Рио-де-Жанейро. Предпочитают влажные места.
Мелкие (до 3 см высотой) эпифитные травянистые растения. Псевдобульба яйцевидная, несущая один (реже два) листа. Соцветий одно—три, как правило длиннее листьев. Цветёт 1—10 цветками, цветом от жёлто-зелёного до жёлтого, с красновато-пурпурными пятнами.

## Значение
Изредка выращиваются в качестве декоративных растений.